# Pôle pur
Pour les articles homonymes, voir Pôle.
En minéralogie, un pôle pur est un minéral qui est à une extrémité d'une famille de solutions solides, en termes de composition chimique. Les solutions solides ont une teneur variable en certains éléments chimiques mais la composition d'une quelconque de ces solutions peut être écrite comme une combinaison linéaire de celles des pôles purs. Une même famille de solutions solides peut avoir deux pôles purs ou plus (quand il n'y en a que deux, la famille est appelée série chimique ou simplement série).
Les compositions intermédiaires entre les pôles purs n'existent pas nécessairement toutes (il peut y avoir des restrictions concernant les proportions des différents pôles purs). Dans ce cas, un ou plusieurs pôles purs peuvent ne pas appartenir eux mêmes à la famille de solutions solides qu'ils contribuent à définir.

## Exemples
- La forstérite (de formule chimique Mg2SiO4 et de symbole Fo) et la fayalite (Fe2SiO4, Fa) sont les deux pôles purs de la série de l'olivine, qui a une teneur variable en ions Mg2+ et Fe2+. La formule chimique d'une olivine peut être écrite Mg2(1-x)Fe2xSiO4 (0 ≤ x ≤ 1) ou Fo1-xFax.
- L'anorthite (CaAl2Si2O8, An) et l'albite (NaAlSi3O8, Ab) sont les deux pôles purs de la série du plagioclase, qui a une teneur variable en ions Na+, Ca2+, Al3+ et Si4+. La formule chimique d'un plagioclase peut être écrite NaxCa1-xAl2-xSi2+xO8 (0 ≤ x ≤ 1) ou An1-xAbx.
- L'enstatite (Mg2Si2O6, En), la ferrosilite (Fe2Si2O6, Fs) et la wollastonite (Ca2Si2O6, Wo) sont les trois pôles purs de la famille du clinopyroxène, qui a une teneur variable en ions Mg2+, Fe2+ et Ca2+. La formule chimique d'un clinopyroxène peut être écrite Mg2(1-x-y)Fe2xCa2ySi2O6 (0 ≤ x ≤ 1-y, 0 ≤ y ≤ ½) ou En1-x-yFsxWoy. Cet exemple montre qu'un pôle pur peut ne pas appartenir lui-même à la famille de solutions solides qu'il définit : la wollastonite est bien un minéral connu mais elle n'a pas la même structure que les clinopyroxènes (ce n'est même pas un pyroxène, juste un pyroxénoïde).

## Miscibilité totale ou partielle des pôles purs
Une solution solide peut être complète ou incomplète. Une solution est complète quand elle peut présenter n'importe quelle composition intermédiaire entre celles de ses pôles purs, dans le cas contraire elle est incomplète (ou limitée). Dans le premier cas la miscibilité des pôles purs est totale (les pôles purs sont miscibles en toutes proportions), dans le second elle n'est que partielle.

### Exemples

Nomenclature des clinopyroxènes.

- L'olivine et le plagioclase des deux premiers exemples ci-dessus sont des solutions complètes.
- Le clinopyroxène du troisième exemple est une solution incomplète des trois pôles purs En, Fs et Wo, en raison de la restriction y ≤ ½. En revanche on peut considérer le clinopyroxène comme une solution complète des quatre pôles purs enstatite (Mg2Si2O6, En), ferrosilite (Fe2Si2O6, Fs), diopside (CaMgSi2O6, Di) et hédenbergite (CaFeSi2O6, Hd) : quatre pôles purs bien que le clinopyroxène soit une solution ternaire (seulement trois constituants indépendants).